# Heinrich Färber
Heinrich Färber (* 22. September 1864 in Neu Sandez, Galizien; † 15. Dezember 1941 in Łódź) war ein österreichischer Nationalökonom und Begründer der Ergokratie, einer alternativen Wirtschaftstheorie.
Der gelernte Goldschmied kam 1897 nach Wien und eröffnete ein Goldschmiedegewerbe, das er bis 1914 betrieb. Ab 1917 schuf er eine neue Lehre, die Ergokratische Wirtschaftslehre. 1941 wurde er von Wien in das Ghetto Litzmannstadt (Łódź) deportiert, wo er verstarb. 

## Ergokratie
Die Ergokratie (griechisch ergon = Werk, Arbeit, Leistung) ist die Lehre von der gerechten Verteilung. Hauptübel der bestehenden Wirtschaftsordnung ist demnach ein ganzes Bündel von Merkmalen, wie Inflation, Zinssystem, das ungeregelte Geldanlegen, die grenzenlosen Kreditierungen, das monetaristische, ungerechte und ineffiziente Steuersystem, das Geldhorten im großen Stil, die künstlich erzeugten Staatsdefizite und die mutwillig herbeigeführten Staatsschulden.
Seine Form der Kapitalismuskritik fand Anklang bei Anhängern sowohl linker als auch rechter Parteien.
In Österreich trat bei der Nationalratswahl 1949 eine Partei namens Vierte Partei (Ergokraten) an, sie erreichte 7.134 Stimmen und verfehlte damit klar den Einzug ins Parlament.

## Schriften
- Das ergokratische Manifest, Wien 1930; neu Graz 1997.
- Menetekel I, II, III, Wien 1935–37; neu Graz 1997.
- Die Irrlehre Silvio Gesells, Graz 1996, ISBN 3-901805-03-6
- Wiener Theorie der Buchhaltung oder die Buchungseinheit. Eine grundlegende Entdeckung für die Wissenschaft und Praxis, FINANZ-ERGOKRATIE-Verlag, Neuauflage 1997 (orig. 1917), ISBN 3-901805-17-6
- Das ergokratische Evangelium, FINANZ-ERGOKRATIE-Verlag, Neuauflage 2000 (Orig. 1940), ISBN 3-901805-08-7
- Das Geldproblem als Grundlage zur Sanierung der Weltwirtschaft, FINANZ-ERGOKRATIE-Verlag, Neuauflage 1997 (Orig. 1922), ISBN 3-901805-07-9
- Kritik der Volkswirtschaftslehre, FINANZ-ERGOKRATIE-Verlag, Neuauflage 1997 (Orig. 1923), ISBN 3-901805-05-2
- Ergokratie. Hauptschriften, Arnshaugk-Verlag, 2015, ISBN 978-3-944064-36-9